# 정빈민씨 묘
정빈민씨 묘는 대한민국 경기도 의정부시 금오동에 있다. 1986년 3월 14일 의정부시의 향토문화재 제5호로 지정되었다.

## 개요
정빈 민씨는 선조의 후궁이며, 인성군의 생모로서 명종 22년(1567)에 출생했다. 14세에 간택 입궁하여 빈위에 올랐으며, 특히 예절과 덕행이 뛰어나 선조도 갓을 쓰지 않고는 민씨를 대할 수 없었다고 한다. 60세에 하세했는데, 소생으로는 인성군 공, 인흥군 영과 정인, 정선, 정근 옹주등 2남 3녀를 두었다. 분묘 주위에는 곡장을 두르고 묘 하단에는 호석을 설치했으며, 묘 앞 중앙부에는 묘비와 상석, 향로대가 놓였고, 좌우에는 석인 망주석, 문인석이 배치되어 있다. 묘비는 뒷면에 새긴 숭정기원 무진후 오십이년기미의 기록으로 보아 숙종 5년(1679)에 세웠음을 알 수 있다. 묘의 직경은 6m, 높이 2m이며, 묘비는 대리석으로 높이 139cm, 폭 59cm, 두께 18.5cm이다.